# Coffee City
Coffee City è un centro abitato degli Stati Uniti d'America situato nella contea di Henderson dello Stato del Texas.
La popolazione era di 278 persone al censimento del 2010.

## Geografia fisica
Coffee City è situata a 32°08′25″N 95°29′47″W (32.140388, -95.496500).
Secondo lo United States Census Bureau, ha un'area totale di 6,5 miglia quadrate (16.9 km²), di cui 1,8 miglia quadrate (4.7 km²) di terreno e 4,7 miglia quadrate (12.2 km², 71.98%) d'acqua.

## Società

### Evoluzione demografica
Secondo il censimento del 2000, c'erano 193 persone (current census is around 600) With active annexations, 84 nuclei familiari e 58 famiglie residenti nella città. La densità di popolazione era di 105,4 persone per miglio quadrato (40,7/km²). C'erano 109 unità abitative a una densità media di 59,5 per miglio quadrato (23,0/km²). La composizione etnica della città era formata dal 56,99% di bianchi, il 41,45% di afroamericani e l'1,55% di nativi americani. Ispanici o latinos di qualunque razza erano lo 0,52% della popolazione.
C'erano 84 nuclei familiari di cui il 22,6% aveva figli di età inferiore ai 18 anni, il 48,8% aveva coppie sposate conviventi, il 16,7% aveva un capofamiglia femmina senza marito, e il 29,8% erano non-famiglie. Il 25,0% di tutti i nuclei familiari erano individuali e il 16,7% aveva componenti con un'età di 65 anni o più che vivevano da soli. Il numero di componenti medio di un nucleo familiare era di 2,30 e quello di una famiglia era di 2,69.
La popolazione era composta dal 20,7% di persone sotto i 18 anni, il 6,2% di persone dai 18 ai 24 anni, il 20,7% di persone dai 25 ai 44 anni, il 31,6% di persone dai 45 ai 64 anni, e il 20,7% di persone di 65 anni o più. L'età media era di 46 anni. Per ogni 100 femmine c'erano 96,9 maschi. Per ogni 100 femmine dai 18 anni in giù, c'erano 88,9 maschi.
Il reddito medio di un nucleo familiare era di 34.792 dollari e quello di una famiglia era di 40.833 dollari. I maschi avevano un reddito medio di 26.607 dollari contro i 30.833 dollari delle femmine. Il reddito pro capite era di 19.789 dollari. Circa il 26,6% delle famiglie e il 22,6% della popolazione erano sotto la soglia di povertà, incluso il 44,0% di persone sotto i 18 anni di età e il 31,0% di persone di 65 anni o più.